# New Blood (Band)
New Blood ist eine australische Brutal-Death-Metal- und Deathgrind-Band aus Wollongong, die 2005 gegründet wurde.

## Geschichte
Die Band wurde im Jahr 2005 gegründet. Es folgten diverse Demos sowie die ersten lokalen Auftritte. Nachdem Grindhead Records auf die Band aufmerksam geworden war, wurde 2007 ein weiteres Demo aufgenommen. Danach kam Brendan Caulfield als neuer Schlagzeuger zur Besetzung, der Adam Zivkovic ersetzte. 2008 erschien die EP Paradise Disintegrates, die sieben Lieder enthält und worauf noch Zivkovic zu hören ist. Danach kam Ryan Caulfield als zweiter Gitarrist hinzu, während Guy McKinnon den Bass spielte. Im Juli 2012 erschien das Debütalbum Subsistence. Hierauf besteht die Besetzung aus dem Gitarristen Shannon Zivkovic, dem Sänger Craig „Stampy“ Stemp, dem Schlagzeuger Luka Grgurevic und dem Keyboarder Brendan Caulfield. Im folgenden Jahr schlossen sich Auftritte in Australien zusammen mit Thy Art Is Murder, Cattle Decapitation, Psycroptic, King Parrot, Nile und The Faceless an.

## Stil
Brian Giffin bezeichnet die Musik der Band in seiner Encyclopedia of Australian Heavy Metal als eine Mischung aus Death Metal und Grindcore. Scott Adams von metalasfuck.net begeisterte sich in seiner Rezension zu Subsistence vor allem für die kurze Spielzeit von 25 Minuten, in der die Band alle Ideen unterbringen konnte, und zog einen Vergleich zu Slayers Reign in Blood. Die Gruppe spiele brutalen, technisch anspruchsvollen und modernen Death Metal mit Einflüssen von Death, Cannibal Corpse und Suffocation. Sarjoo Devani von explicitlyintense.com ordnete die Gruppe dem Brutal Death Metal zu. Der Gesang sei tief und aggressiv. Die Texte sollten nicht ernst genommen werden, da sie blutige, verdrehte Fantasien widerspiegeln würden, die der Horrorliteratur entnommen worden sein könnten. Er empfahl die Musik Fans von Pathology, Cattle Decapitation, Suffocation und Aborted Fetus.

## Diskografie
- 2005: Demo I (Demo, Eigenveröffentlichung)
- 2006: Demo II (Demo, Eigenveröffentlichung)
- 2006: Ancient Hallway (Demo, Eigenveröffentlichung)
- 2006: Demo - October 2006 (Demo, Eigenveröffentlichung)
- 2008: 2008 Demo (Demo, Eigenveröffentlichung)
- 2008: Paradise Disintegrates (EP, Grindhead Records)
- 2009: Demo 2009 (Demo, Eigenveröffentlichung)
- 2012: Subsistence (Album, Grindhead Records)